# Nick Fury
Nick Fury är en ledande figur i Marvel-serierna. Han är chef för den topphemliga luftburna basen Hellicarrier samt organisationen som bemannar den: "S.H.I.E.L.D.". Han fungerar som en underrättelsetjänst med övriga Marvel-figurer för att rädda världen på alla håll. Han brukar bära en ögonlapp på ena ögat. Han medverkade i datorspelet Marvel: Ultimate Alliance. Där medverkar även andra kända figurer från Marveluniversumet. Spider-Man, Elektra, Wolverine, Thor, Fantastic Four, Captain America, Deadpool och många fler. Nick Fury är en vit man men i alternativa versioner en svart man under namnet Ultimate Nick Fury.
1998 gjordes det en film med David Hasselhoff i titelrollen. Den hette Mitt namn är Fury, Nick Fury!. I birollerna ses bland annat Lisa Rinna och Sandra Hess.
2009 skrev Samuel L. Jackson på ett kontrakt med Marvel Entertainment som binder honom att gestalta Nick Fury i 9 framtida filmer.